# Малу (Вилча)
Малу (рум. Malu) — село у повіті Вилча в Румунії. Входить до складу комуни Стойлешть.
Село розташоване на відстані 148 км на захід від Бухареста, 19 км на південь від Римніку-Вилчі, 79 км на північний схід від Крайови, 127 км на південний захід від Брашова.

## Населення
За даними перепису населення 2002 року у селі проживали 150 осіб, усі — румуни. Усі жителі села рідною мовою назвали румунську.